# Операція «Мюнхен»
Операція «Мюнхен» (нім. Unternehmen München, рум. Operaţiunea München) — німецько-румунський наступ на південному фланзі німецько-радянського фронту в ході вторгнення до Радянського Союзу. Військова операція «Мюнхен» проводилася в липні 1941 року на території сучасної Молдови та Південно-Західної України, і стала одним з епізодів прикордонних боїв німецько-радянської війни. Для Румунії ця операція мала за мету силове повернення Північної Буковини, Бессарабії та регіону Герца, які під військово-дипломатичним тиском з боку СРСР, були анексовані Червоною армією за рік до того.
У результаті проведеного наступу військам радянського Південного фронту була завдана поразка, і вони відступили на рубіж старого румунсько-радянського кордону по річці Дністер.

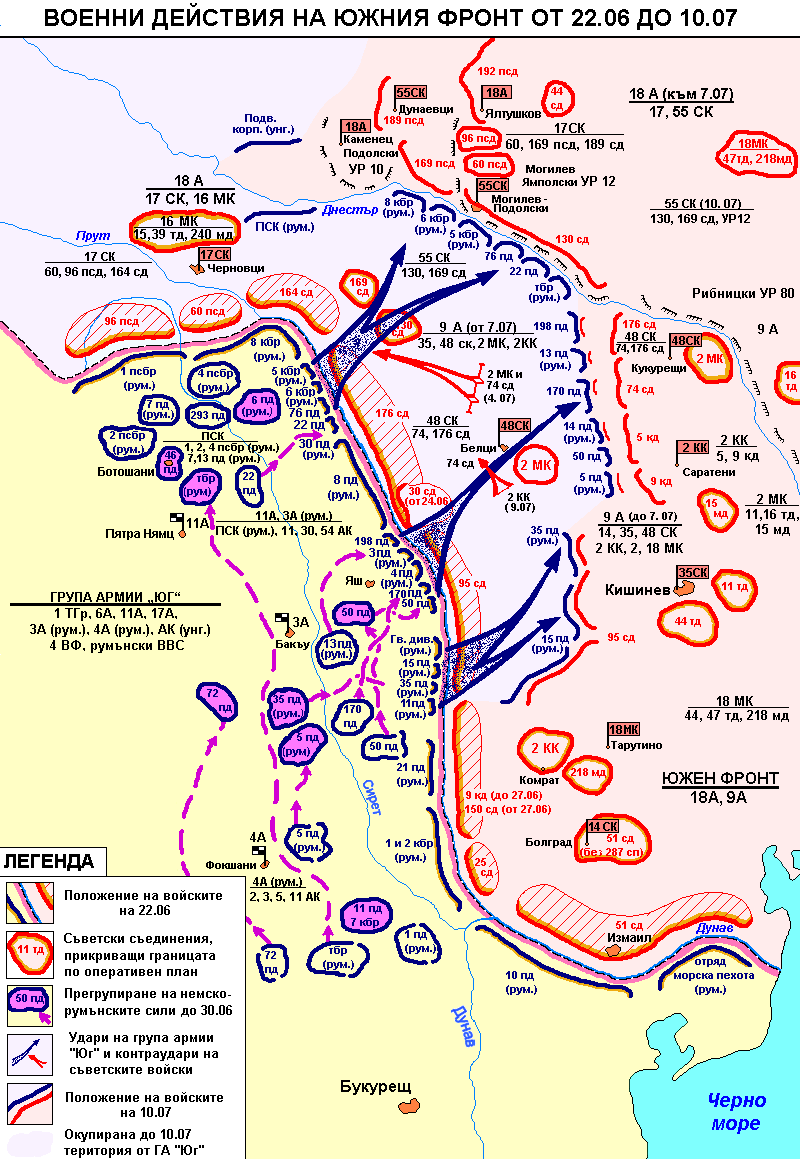
Операція «Мюнхен»

У радянській та пострадянській військовій історіографії операція знана як «прикордонна оборонна операція в Молдавії та на півдні України», або «оборонна операція в Північній Буковині та Бессарабії».

## Історія

### Передумови
Зранку 22 червня 1941 року, відповідно до плану «Барбаросса», німецька авіація завдала ударів по радянських аеродромах, а також по районах зосередження військ, фортифікаційних спорудах, штабах та колонах, що висувалися. Після нетривалої артилерійської підготовки війська вермахту перейшли в наступ майже по всьому німецько-радянському кордону від Балтійського моря до Східних Карпат. Величезною прикордонною битвою на гігантському просторі почалася німецько-радянська війна.
На південному фланзі війни на територію України вторглася німецька група армій «Південь» під командуванням генерал-фельдмаршала Г.фон Рундштедта. Група армій здійснювала стратегічний наступ у загальному напрямі Устилуг — Житомир — Київ, де оборонялося найпотужніше угруповання Червоної армії — Південно-Західний фронт генерал-полковника Кирпоноса М. П.. Головний удар цієї групи армій завдавався північніше від львівського виступу. Використовуючи 15 — 20-кілометрові проміжки між радянськими дивізіями першого ешелону оборони і велику перевагу, за рахунок концентрації значних сил на напрямках головного удару, німецькі війська в перший же день війни прорвалися на глибину до 30 кілометрів вглиб радянської території.
Друга частина угруповання військ генерал-фельдмаршала фон Рундштедта була зосереджена в північній частині Румунії. Напередодні вторгнення з німецьких та румунських військ, що перебували на території цієї країни була сформована група армій «Антонеску», за ім'ям румунського диктатора, що формально очолив це угруповання, але питання планування та застосування військ здійснювалося безпосередньо німецьким штабом генерала фон Шоберта. Відповідно до загального плану операції група армій «Антонеску» мала оборонятися та перебувати в готовності до дії за двома варіантами розвитку подій. Якщо радянські війська почнуть відходити від румунсько-радянського кордону, передбачалося проведення операції «Нахштосс» — переслідування Червоної армії та перешкоджання їхньому планомірному відведенню за старий кордон по річці Дністер. У разі утримання радянськими військами кордону вздовж Прута і виникнення необхідності прориву оборони вводився в дію план операції «Мюнхен».
Перший ешелон ударного угруповання, 11-та німецька та 3-тя і 4-та румунські армії, повинні були форсувати Прут у його верхній течії й наступати на північний схід у загальному напрямку на Могилів-Подільський і далі на Вінницю для з'єднання з угрупованням групи армій, що наступало на півночі України.

## Положення сторін

### Підготовка радянських військ
На початок німецько-радянської війни 480-км державний кордон СРСР з Румунією від Липкан до Чорного моря прикривали формування Одеського військового округу (командувач генерал-полковник Черевиченко Я. Т.) та прикордонні війська Молдавського та Українського прикордонних округів. З ними взаємодіяла Дунайська військова флотилія під командуванням контр-адмірала Абрамова М. Й. До складу округу входили 9-й Особливий, 35-й, 14-й, 48-й і 7-й стрілецькі, 2-й кавалерійський, 2-й і 18-й механізовані корпуси, 150-та і 116-та стрілецькі дивізії, два укріплених райони (80-й і 82-й), а також три авіаційні дивізії. Відповідно до мобілізаційного плану з початком війни Одеський округ формував польове управління 9-ї армії, з передачею до її складу усіх своїх об'єднань і з'єднань, за винятком 9-го Особливого корпусу, який дислокувався в Криму, і 7-го корпусу, що переходив до резерву Головного Командування РСЧА.
14 червня командувач Одеського військового округу отримав розпорядження на виведення управління 9-ї армії на його польовий пункт управління в Тирасполі. 20—21 червня управління армії на чолі з начальником штабу округу генерал-майором Захаровим М. В. було піднято за тривогою і під виглядом проведення командно-штабних навчань до кінця доби розгорнуло передовий командний пункт армії в заздалегідь обладнаному на випадок війни районі. Одночасно військова авіація округу була розосереджена по запасних аеродромах. Вночі на 22 червня 1941 року за тривогою були підняті частини Одеського округу, котрі вийшли у визначені райони зосередження та розгортання.
До 04:00 ранку більшість частин 176-ї, 95-ї, 25-ї і 51-ї стрілецьких, а також 9-ї кавалерійської дивізій першого ешелону 35-го і 14-го стрілецьких та 2-го кавалерійського корпусів зайняли визначені позиції на підготовлену в інженерному відношенні оборону уздовж Прута. В середньому на кожну дивізію припадало близько 100 км ділянки кордону. Проміжки між дивізіями прикривалися силами прикордонників.
21 червня Політбюро ЦК ВКП (б) вирішило на базі штабу Московського військового округу утворити Південний фронт. 24 червня управління Московського округу на чолі з командувачем — генералом армії Тюленєвим І. В. прибуло у Вінницю, де за рішенням Ставки ГК розгортався командний пункт Південного фронту. Вже після початку операції «Барбаросса», Південний фронт у складі 9-ї і 18-ї армій, 9-го Особливого, 55-го і 7-го стрілецьких корпусів та частин фронтового підпорядкування був остаточно розгорнутий у визначеній фронтовій зоні відповідальності.
Управління 18-ї армії (командувач — генерал-лейтенант Смирнов А. К.) створювалося на базі штабу Харківського військового округу з включенням до складу армії 17-го стрілецького (командир генерал-майор Галанін І. В.) і 16-го механізованого (командир комдив Соколов А. Д.) корпусів Південно-Західного фронту. Лише 26 червня штаб армії прибув на місце, розгорнув КП і наступного дня розпочав організовувати управління підпорядкованими з'єднаннями.
Військово-повітряні сили Південного фронту складалися з п'яти авіаційних дивізій, які входили до складу армій. Безпосередньо в розпорядженні командування авіації фронту залишалося лише два винищувальних і один розвідувальний авіаполки.
Південний фронт мав у своєму розпорядженні 15 стрілецьких, 3 кавалерійські, 6 танкових, 3 моторизовані дивізії, й обороняв смугу довжиною близько 700 км від передгір'я Карпат до гирла Дунаю, а також узбережжя Криму Крім того, до Південного фронту увійшли чотири УРи (10-й, 12-й, 80-й і 82-й), в оперативному підпорядкуванні фронту перебували Дунайська військова флотилія, Одеська військово-морська база і прикордонні загони НКВС.

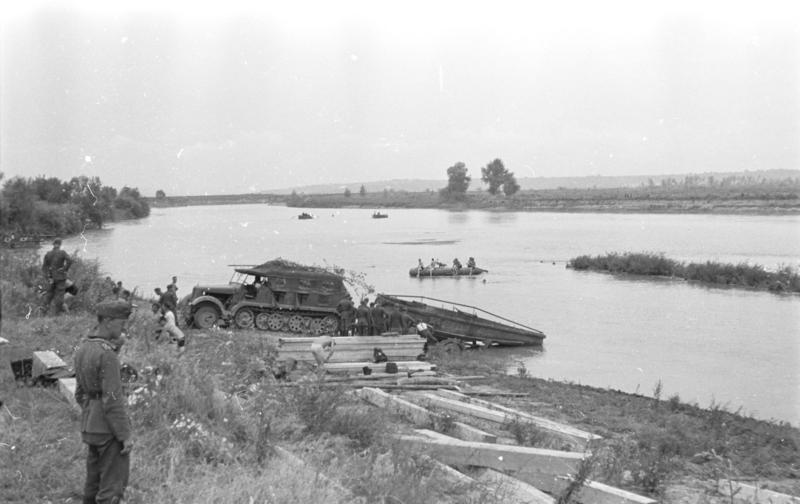
Німецькі напівгусеничні тягачі Sd.Kfz 11 наводять понтонний міст через Прут. Липень 1941

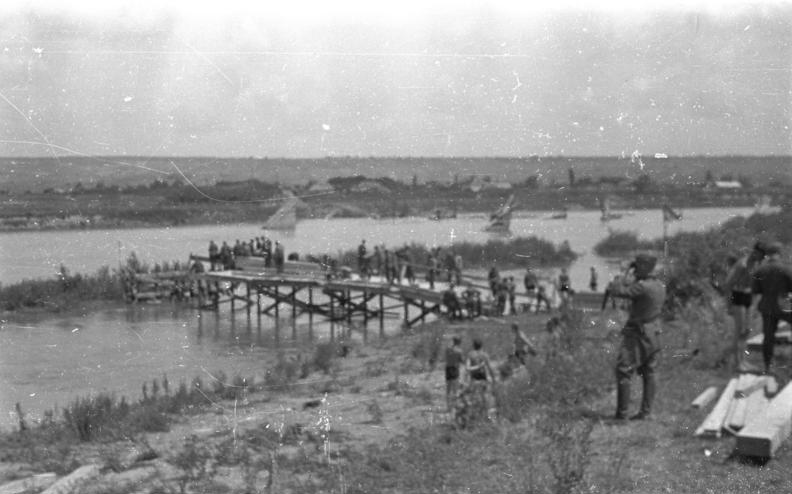
Наведення мосту через Прут. Липень 1941

#### СРСР

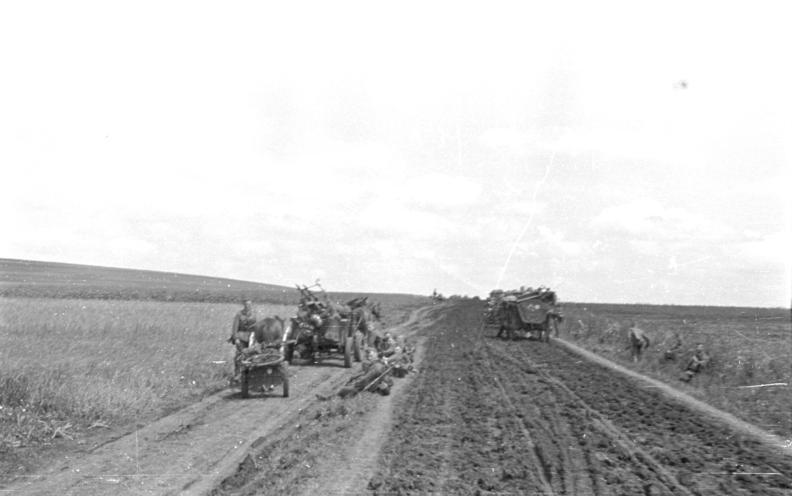
Німецькі війська висуваються повз дороги. Липень 1941

### Підготовка німецько-румунських військ

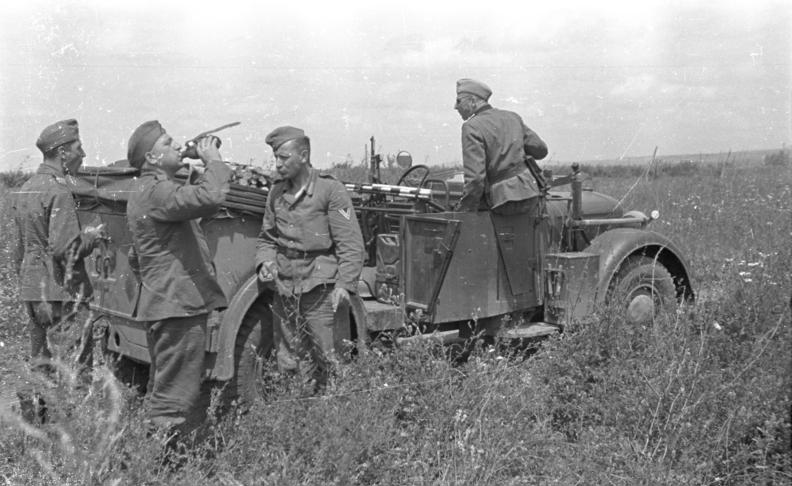
Німецькі війська біля річки Прут. Липень 1941

24 червня 1941 року з огляду на успішний в цілому перебіг подій на основних напрямках наступу німецьких військ та загальне положення радянських військ поздовж берега річки Прут, група армій «Антонеску» отримала наказ готуватися до операції «Мюнхен». Угруповання повинне було до 2 липня зайняти вихідне положення і з ранку почати наступ з метою прориву оборони Південного фронту. Втім, фельдмаршал фон Рундштедт ще не мав повної впевненості в успіху бойових дій, що знайшло відбиття в наказі від 25 червня по 11-й армії. У ньому йшлося про те, що призначені для наступу з'єднання на 1 липня повинні перебувати в таких районах, в яких вони «могли залишатися протягом багатьох днів…».
Основу ударного угруповання становили підрозділи німецької 11-ї армії, посиленої румунськими кавалерійським корпусом і танковою та піхотною дивізіями, які мали завдання — наступаючи в смузі від Цуцора до Бадража, прорвати оборону одночасно на двох ділянках. Головний удар завдавали німецькі 54-й і 30-й армійські корпуси в напрямку Ясси, Бєльці, а допоміжний удар — німецький 11-й і румунський кавалерійський корпуси з району Стефанешти на Могилів-Подільський. Надалі обидва угруповання повинні були діяти в загальному напрямі на Вінницю для з'єднання з 17-ю армією, що наступала з району Львова. Головні сили 3-ї румунської армії прикривали лівий фланг ударного угруповання і наступали в загальному напрямку на Чернівці та Хотин. 4-та румунська армія перебувала на правому фланзі сил вторгнення і, залишаючись в підпорядкуванні національного командування, з початком операції повинна була вогнем і демонстративними діями, особливо інтенсивними на кишинівському напрямку, скувати радянські війська на південь від смуги наступу.

## Бойові дії до 2 липня
О 3 годині 45 хвилин 22 червня 1941 року зі штабу округу в Одесі Захарову М. В. доповіли, що о 3 годині 15 хвилин невідома авіація бомбила Севастополь і Очаків. Пізніше доповіли, що о 3 годині 30 хвилин у районі Рені, Унгени та Скуляни противник відкрив артилерійсько-мінометний і рушничний вогонь і намагається форсувати річку. Частини 25-ї стрілецької дивізії зайняли район прикриття і ведуть вогонь, ворожа авіація бомбить Болград і Кишинів.
22 червня румунські формування силами ударно-штурмових груп провели атаки на охорону мостів на річці Прут, намагаючись захопити плацдарми та утворити в радянського командування уяву про початок загального наступу на цьому напрямку. Румунські підрозділи захопили невеликі плацдарми біля сіл Бранешт, Скуляни, Унген, Вален. Однак, до кінця дня радянські війська ліквідували ці плацдарми, за винятком Скуляни, де відкинути румунів за річку не вдалося. Для його ліквідації командир 30-ї гірськострілецької дивізії генерал-майор Галактіонов С. Г. організував контратаку, але успіху не здобув, румунський плацдарм втримався. На інших напрямках неодноразові нові спроби румунських військ захопити переправи і плацдарми були відбиті. Але, завдяки нерішучих дій радянського командування та слабкому знанню ними обстановки, румуни зуміли значно розширити плацдарм біля Скулян і до 30 червня захопити два нових плацдарми.

Радянські монітори типу «Желєзняков». Передвоєнна хроніка

За кілька днів до початку операції румунська Дунайська флотилія вступила в бій з радянськими бойовими кораблями, що діяли в акваторії Дунаю. З 23 червня до 8 липня 1941 року радянські монітори «Ростовцев», «Жемчужин» та «Желєзняков» з бронекатерами мали неодноразові сутички з румунськими кораблями, намагаючись прорватися з Прута до гирла Дунаю.
25 і 26 червня радянські війська Південного фронту за сприянням бронекатерів Дунайської військової флотилії на фоні морського рейду на Констанцу успішно провели висадку річкового десанту на румунському березі в Кілія-Веке, захопивши великий плацдарм (76 кілометрів по фронту) та захопивши в полон більшість румунського 15-го батальйону морської піхоти, чиї втрати становили 468 військовослужбовців.
8 липня, коли ворожі війська форсували Прут, радянські монітори «Ростовцев», «Желєзняков» та «Жемчужин» отримали наказ прориватися до міста Ізмаїл. У ніч з 9 на 10 липня радянські військові кораблі скористалися обмеженою видимістю і зуміли вирватися з блокади.
18 липня кораблі радянської Дунайської флотилії забезпечили евакуацію свого десанту і незабаром 5 моніторів та 16 бронекатерів відступили під захистом легкого крейсера «Комінтерн», лідера «Харків» та есмінців «Бодрий» і «Шаумян» до Одеси.

## Хід битви

### Німецько-румунський наступ

#### Північний напрямок
2 липня 1941 року почався загальний наступ німецько-румунських військ проти радянського Південного фронту.
О 04:00 ранку на північному напрямку, де переходила в наступ 3-тя румунська армія, її основне ударне угруповання — 7-ма піхотна дивізія — після нетривалої артилерійської підготовки розпочала атаку, захопивши села Бахрінешть та Фантина-Албе. Але вже о 06:30 потужними контратаками радянських військ румуни були відбиті. Проте незабаром різко погіршала ситуація у смузі 17-го стрілецького корпусу, що під тиском німецького прориву на напрямку Рівного, виявився під загрозою оточення. Цим негайно скористалося румунське командування, 3 липня розпочавши потужний наступ силами гірського корпусу та піхотних частин. 1-ша гірська бригада просунулася до Сторожинця, перетнула річку Серет, оскільки міст був підірваний червоноармійцями під час відступу і знищила радянську охорону в місті. Румунські війська посилювали тиск по всьому фронтові, переслідуючи підрозділи радянських 60-ї та 96-ї гірськострілецьких дивізій і вже 5 липня зведена група 1-ї гірської бригади посилена артилерією фронтальною атакою розпочала штурм Чернівців. Радянські війська під загрозою охоплюючого маневру румунами змушені були відступити. О 17:00 3-й та 23-й гірські батальйони румунської армії вступили в столицю Північної Буковини. 8 липня 8-ма румунська кавалерійська бригада у взаємодії з 2-ю гірською бригадою та окремими підрозділами артилерії попри дощовій погоді та спробах радянських формувань контратакувати за підтримки танків здобула Хотин.
Після здобутого 3-ю армією швидкого успіху та досягнення визначених цілей, командувач отримав наказ на подальші дії. 8-ма кавалерійська бригада прикривала правий фланг Кавалерійського корпусу, що діяв у складі 11-ї німецької армії, Гірський корпус мав наступати до Дністра на ділянці між Вижницєю та Вашківцями. 7-му піхотну дивізію перекинули на південний фланг у розпорядження командувача 4-ї армії. До 11 липня бригади 3-ї армії вийшли на рубіж Кормань — Романківці — Клімауць — Калус — Волшкова, а ввечері 12 числа долаючи опір Червоної армії вийшли до Дністера, в районі Романківці.

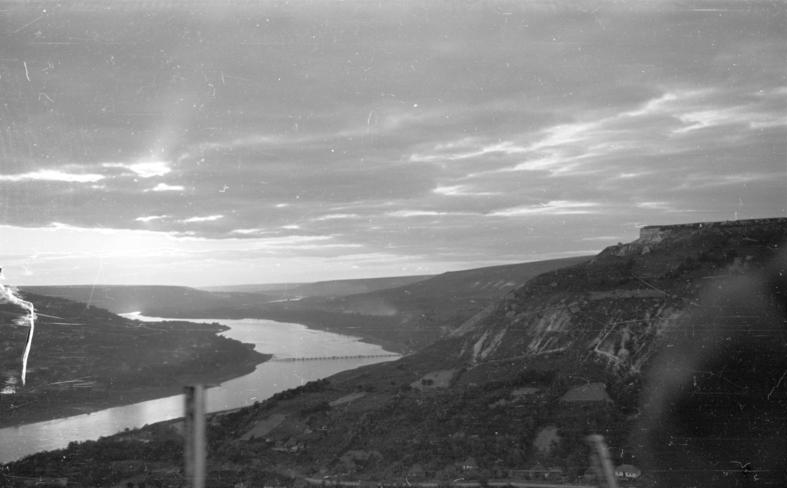
Дністер у районі Унгри при проведенні операції «Мюнхен». Липень 1941

Тим часом обстановка в смузі Південно-Західного фронту різко погіршала. Північніше головне угруповання групи армій «Південь» глибоко прорвалося територією України: до 7 липня, вермахт, опанувавши Бердичів, зав'язав бої на підступах Житомира. Радянські війська 6-ї, 26-ї і 12-ї армій Південно-Західного фронту, відступаючи під тиском противника, вели ар'єргардні бої значно західніше Бердичіва. Виникла загроза глибокого охоплення німецькими танковими військами не тільки армій лівого крила Південно-Західного фронту, а й прориву їх у тил армій Південного фронту.

#### Центральний напрямок
На центральному, головному напрямку наступу, вранці о 03:15 ударні угруповання німецьких та румунських військ атакували з'єднання 9-ї армії одночасно на двох вузьких ділянках.
Румунський кавалерійський корпус з перемінним успіхом розпочав переправу у Північній Бессарабії. Силами двох піхотних дивізій і кавалерійської бригади завдавався удар по позиціях 74-го стрілецького полку 176-ї стрілецької дивізії. 6-та піхотна дивізія практично не зустріла опору, тому вона згідно з планом проводила форсування в Куконешті, Мовіла-Рупте та Корпачах; 1-ша танкова дивізія, що мала на озброєнні 126 танків R-2 чехословацького виробництва, подолавши водну перешкоду просувалася в маршовому порядку на напрямку Братушани — Єдинці. Водночас 6-й кавалерійській бригаді, що діяла на стику з 3-ю армією на північ від Сербені — Думень, довелося відбивати численні радянські контратаки піхоти за підтримки танків, і ледве вдалося закріпитися на плацдармі через річку Прут. Але в цілому румунам вже в перший день вдалося прорвати радянську оборону на річці Прут та просунулися на глибину 8—10 км

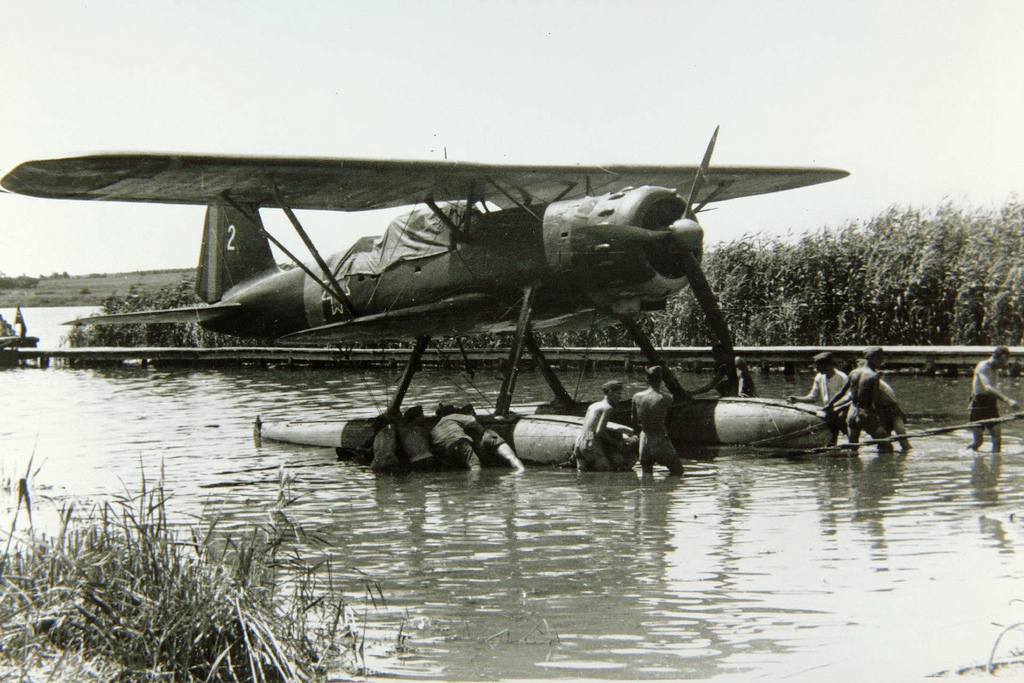
Румунський розвідувальний гідролітак He 114 в ході операції. Липень 1941

Головний удар з району Ясс на Бєльці в стик двох радянських стрілецьких дивізій, 30-ї та 176-ї, завдавали чотири піхотні дивізії. Генерал армії Тюленєв І. В. вирішив перекинути частину своїх резервів на праве крило фронту, де наносився головний удар противника. Поки радянські війська проводили маневр силами та засобами, німецько-румунські формування просунулися ще на 30 км.
О 16 години 4 липня 2-й механізований корпус з рубежу Братушани—Боросеній-Ной завдав удару своїм правим флангом у напрямку Нікорень, Мошень, Бератек, намагаючись знищити угруповання військ противника, що прорвалося. Основний удар прийшовся на підрозділи 22-ї німецької дивізії, коли її піхоті довелося відбивати наступ близько 300 радянських танків. 1-ша румунська танкова дивізія силами одного танкового батальйону підтримала 203-й полк німецької 76-ї піхотної дивізії, який опинився в критичній ситуації через контратаку радянських танків, і допомогла відбити радянську атаку. Отже, спроба контрударом 2-го механізованого корпусу знищити ворога, що наступав на Бєльці, не вдалася.
6 липня передовий загін 1-ї танкової дивізії, яка долаючи спротив радянських 74-ї та 176-ї стрілецьких дивізій наполегливо просувалася вперед, разом з німецьким загоном прорвався до річки Дністер. 7 липня основна частина дивізії дійшла в стику між радянськими 9-ю та 18-ю арміями до кордону 1940 року під Могильовом-Подільським. 22-ій німецькій дивізії вдалося навіть захопити залізничний міст через водну перешкоду та створити плацдарм на східному берегу, але потужною контратакою мотострілецького полку 47-ї танкової дивізії плацдарм був ліквідований і німці вибити на протилежний берег.
8 липня румунська 13-та піхотна дивізія, що наступала південніше, розпочала битву за Бєльці, і у взаємодії з 14-ю румунською та 170-ю німецькою піхотними дивізіями 54-го німецького корпусу вибили радянські війська з міста. Побоюючись, що це угруповання вермахту почне наступ уздовж Дністра в тил військ 9-ї армії, генерал Черевиченко розгорнув механізований корпус для оборони фронтом на північний схід, а для ліквідації вклинення противника в районі Бєльць кинув 2-й кавалерійський корпус. 5-та піхотна дивізія, діючи на правому фланзі 54-го корпусу, зіткнулася з радянською кавалерією в районі Згердешть-Миндрешть.
10 липня 1941 року для координації дій Південно-Західного і Південного фронтів було створено Управління Південно-Західного напрямку, яке очолив Маршал Радянського Союзу Будьонний С. М..
У зв'язку з оперативним успіхом румунсько-німецьких військ у Північній Бессарабії, що було пов'язано з відходом радянських військ за Дністер, 1-ша танкова дивізія отримала наказ на перегрупування на південь, у напрямку Сорок, і до 10 липня встигла перекрити шляхи відступу радянських військ у напрямку Могильова. Надалі він був підпорядкований німецькому 54-му корпусу і спрямований до Бєльць. З 13 липня кавалерійський корпус був підпорядкований 3-й армії і разом з 8-ю кавалерійською бригадою Гірського корпусу почав підготовку до наступу за Дністром, що планувалося розпочати 17 липня.

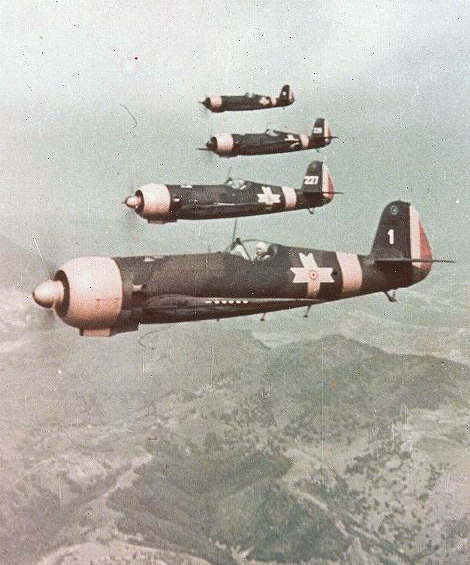
Румунські винищувачі IAR 80 на бойовому патрулюванні

#### Південний напрямок
На правому фланзі групи армій «Антонеску» наступала 4-та румунська армія. Після отримання звісток про успішний перебіг наступу на інших напрямках, командувач групи армій, що був присутній у військах 3-го корпусу дав команду розпочати форсування річки Прут. О 16:45 перші підрозділи 35-ї резервної дивізії подолали водну перешкоду та, не зустрічаючи спротиву радянських військ, закріпилися на лівому берегу. Темпи форсування були високими й за найближчі дві доби на протилежному берегу Прута була вже значна кількість румунських військ. Тільки 5 липня підрозділи радянської 95-ї стрілецької дивізії та 2-го кавалерійського корпусу (5-та та 9-та кавалерійські дивізії) здійснили кілька атак, намагаючись збити плацдарми у воду, але їхні удари були відбити силами 35-ї та 15-ї румунських дивізій.
6 липня командир 3-го корпусу ввів у бій 11-ту піхотну дивізію, яка прорвалася з плацдарму і розвинула наступ на напрямку Лепушна — Хинчешти — Кишинів. Просування румунської армії вперед відбувалося з перемінним успіхом; так, 15-та піхотна дивізія висувалася практично безперешкодно, а 35-й довелося відбивати контратаки противника в районі Шендрень, Верзерешть. Під тиском Червоної армії румунські підрозділи почали в безладі відступати і лише командир дивізії зумів зупинити відступаючі війська та сформувати оборонну лінію.
35-та дивізія зазнала великих втрат у цих боях, тому 9 липня генерал І.Антонеску ухвалив рішення призупинити наступ 11-ї та 15-ї піхотних дивізій 3-го корпусу, і тимчасово перейти до оборони. Наступні декілька днів корпус вів запеклі бої проти радянських військ, що контратакували ударне угруповання. Лише застосуванням фронтової авіації, що бомбардувала позиції противника, та маневром силами й засобами, а також посиленням корпусу прикордонною дивізією та 7-ю кавалерійською бригадою, ситуацію вдалося стабілізувати.

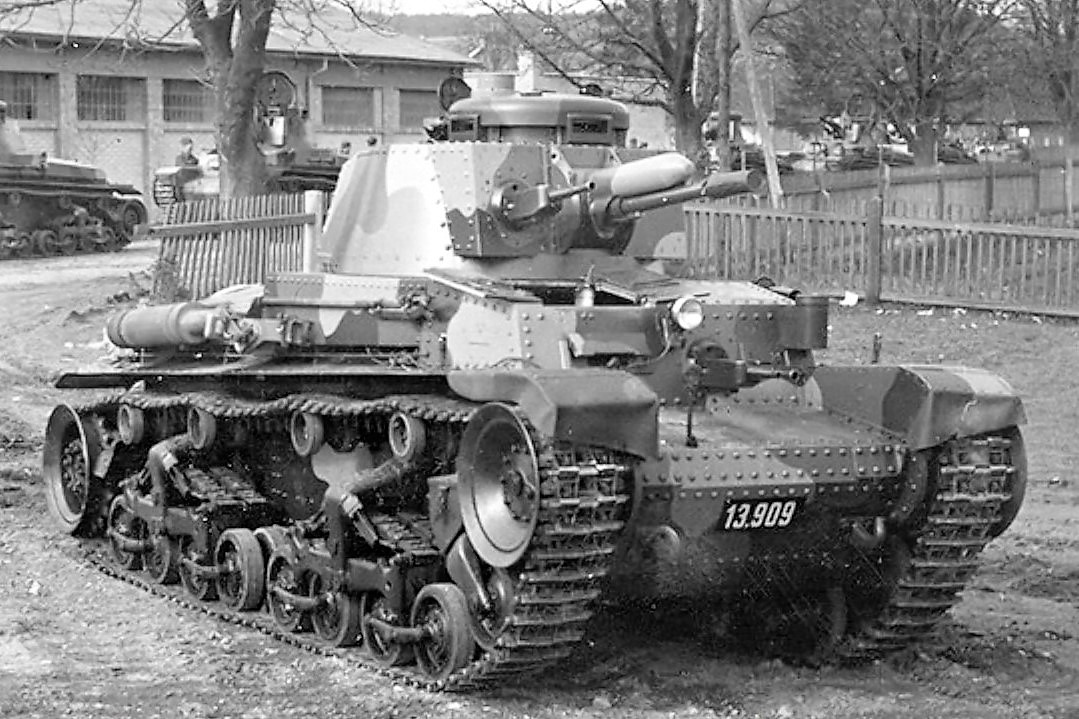
Румунський танк R-2, що перебував на озброєнні 1-ї румунської танкової дивізії й активно брав участь в операції

Найдраматичніше розвивалися події при форсуванні 5-го армійського корпусу в районі села Циганка. Гвардійська та 21-ша піхотні дивізії подолали Прут біля села Фелчу і закріпилися на східному берегу. Але, надалі румунські підрозділи наразилися на щільний артилерійський та кулеметний вогонь Червоної армії. До того ж, через неузгодженість питань взаємодії, румунська бомбардувальна авіація завдала удару по власних військах, спричинивши серйозних втрат. Опір радянських військ у цьому районі був дуже сильним, що завдало значних втрат 5-му корпусу. Бойові дії носили настільки запеклий характер, що бої велися іноді на командних пунктах частин. У цих зіткнення загинув Георге Ілієску, перший румунський командир полку, загиблий під час Другої світової війни. За невдачі Антонеску усунув командира корпусу, замінивши його на генерал-майора Авреліана Сина.
Командир 5-го корпусу ухвалив рішення, у зв'язку зі складною обстановкою, відступити з плацдарму біля Фелчу, але командарм Ніколае Чуперке скасував цей наказ, вважаючи, що корпус скував значні сили радянських військ і до того ж поніс надто високі втрати, щоб відмовитися від здобутого плацдарму. До 12 липня бої в районі Тігеч, Лергуца, Ринзешть, Кочулія досягли апогею. 25-та 51-ша радянські стрілецькі дивізії 14-го стрілецького корпусу нескінченно продовжували за підтримки танків і авіації атакувати румунів. До 15 липня атаки Червоної армії припинилися; до цього дня 5-й корпус зміг закріпитися на плацдармі, але зазнав жахливих втрат — майже 9000 загиблих, поранених і зниклих безвісти.

### Відступ Червоної армії
Ґрунтуючись на хибних розвідувальних даних про склад противника, генерал Тюленєв І. В. дійшов висновку, нібито проти його фронту діє до 53 дивізій противника, зокрема 13 танкових і моторизованих. Насправді дивізій було вдвічі менше, а танкових і моторизованих з'єднань не було взагалі. З огляду на таку оцінку обстановки, командувач Південного фронту вирішив відвести свої війська за Дністер, і доповів Ставці, що проти такого потужного противника фронт може вести бойові дії тільки «шляхом рухомої оборони, спираючись на укріпрайони на Дністрі».
Не дочекавшись затвердження свого рішення вищим командуванням, Тюленєв І. В. наказав військам розпочати відхід. Однак Ставка Верховного Командування визнала це рішення таким, що не відповідає обстановці, і скасувала його. 7 липня Тюленєв І. В. отримав наказ — контрударом відкинути противника за Прут, щоб територію Бессарабії використовувати як плацдарм для майбутнього наступу; до Дністра відвести дозволялося тільки 18-ту армію генерал-лейтенанта Смирнова А. К., що мала сусідом праворуч війська Південно-Західного фронту.

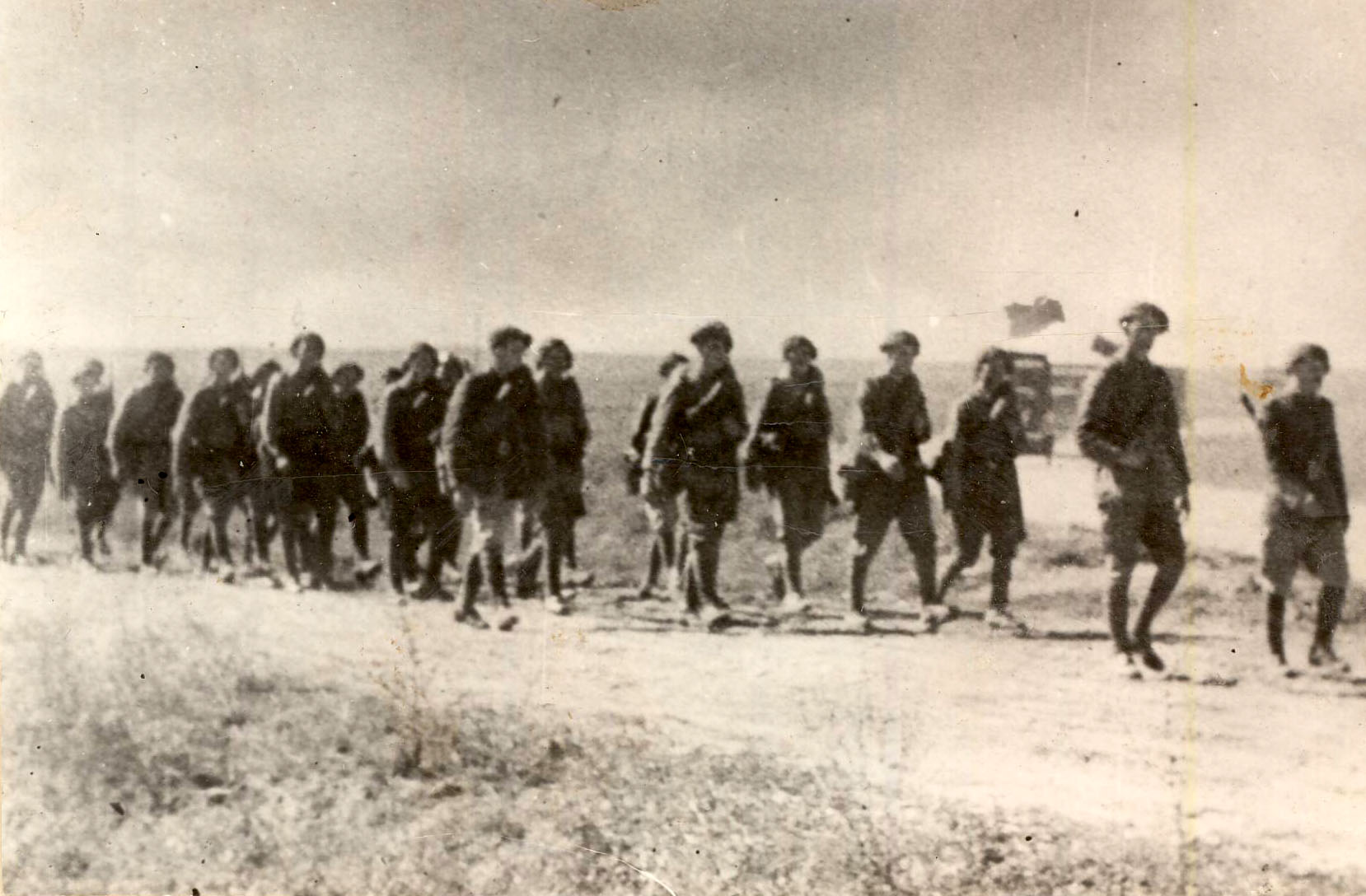
Румунська піхота на марші

Через слабку організацію управління та рішення, що поспіхом приймалися, підготовка контрудару проводилася в надзвичайно складній ситуації. З'єднання 9-ї армії, які ще вранці 7 липня почали відходити за Дністер. Щоб їх повернути, командуванню фронту знадобилася ціла доба. І тільки з ранку 8 липня три корпуси армії генерала Черевиченко Я. Т. контратакували противника. Аж до 10 липня відбувалися атаки радянських військ. Внаслідок цього контрудару наступ 11-ї німецької і 4-ї румунської армій, що діяли на кишинівському напрямку, було затримано, але головної мети — відкинути ворога за Прут — досягнуто не було.

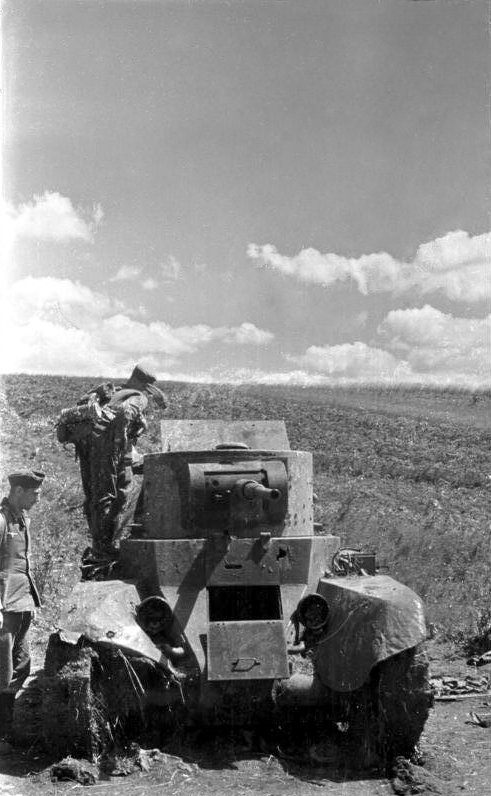
Німецькі солдати оглядають підбитий радянський танк БТ-5. Липень 1941

Положення на Південному фронті тимчасово стабілізувалося. Затримка противника дозволила 18-й армії відійти і зайняти Могилів-Подільський укріплений район, а 9-та армія зуміла закріпитися західніше Дністра. 6 липня її лівофлангові з'єднання, котрі залишилися в нижній течії Пруту і Дунаю, були об'єднані в Приморську групу військ під управлінням генерал-лейтенанта Чибісова Н. Є..
На кінець 9 липня 1941 року війська Південного фронту займали наступні позиції:
- 18-та армія — вела бої на фронті Мар'янівка, Кам'янець-Подільський (на захід від Мар'янівки) і далі по річці Дністер до Сорок;
- 9-та армія — стримувала наступ противника по рубежу: Сороки—Оргіїв—Мінджир, а її 48-й стрілецький корпус продовжував контрнаступ з метою оволодіння містом Бєльці[20].

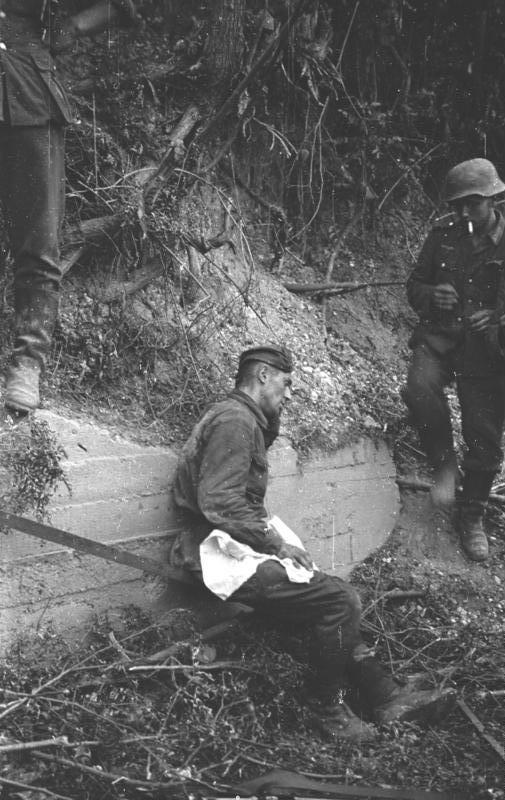
Поранений радянський солдат біля дота поблизу Дністра, захоплений у полон німцями. Липень 1941

З середини липня обстановка на південно-західному напрямку німецько-радянського фронту різко погіршала. Моторизовані корпуси 1-ї танкової групи генерал-полковника Евальда фон Кляйста, прорвавшись до району Бердичів, Козятин, стали повертати на південь, погрожуючи виходом у тил військам 6-ї, 12-ї і 18-ї армій, головні сили яких вели бої по рубежу Козятин—Летичів—Могилів-Подільський. Одночасно посилився натиск противника на могилів-подільському напрямку, особливо на стику 18-ї і 9-ї армій. Усі наявні сили Південного фронту (близько 20 дивізій) опинилися втягнутими в бої. Через відсутність у фронту резервів для проведення контратак і контрударів доводилося використовувати ті війська, що були в розпорядженні командування. Тому, контратаки і контрудари силами виснажених попередніми боями частин практично не досягали визначених цілей.

#### Бої за Кишинів
13 липня німецько-румунські війська розпочали зосередженими ударами з трьох напрямків одночасний наступ на столицю Молдови — Кишинів. 54-й німецький корпус силами 50-ї піхотної, румунських 5-ї піхотної та 1-ї танкової дивізії прорвався через Зеїкань, Оргіїв до підступів до міста. 72-га німецька піхотна дивізія наступала з блоку Унгени—Корнешть—Келераш, а 35-та резервна з боку Ворніченя.
Під тиском противника частин радянських військ відступали на схід, 15 числа 5-румунська та 50-та німецька дивізії опанували Оргіїв. О 03:30 16 липня 1-ша танкова дивізія двома групами — західна та східна почали наступ на столицю. Близько 8:30 передові підрозділи дивізії увірвалися в Кишинів, у місті спалахнули осередки вуличних боїв між радянськими та румунськими частинами. Незабаром лейтенант Стефан Марінеску підійняв румунський прапор над церквою Святої Трійці. Ближче до вечора до міста прорвалися передові підрозділи німецьких 50-ї та 72-ї піхотних дивізій, які у взаємодії з румунами до кінця доби зачистили Кишинів від Червоної армії. Наступного дня з метою відбити столицю Молдови 9-та армія частиною сил 48-го стрілецького корпусу провела контрудар по бєльцькому угрупованню, а 2-м кавалерійським корпусом, частиною сил 15-ї моторизованої і 95-ї стрілецької дивізій — по кишинівському угрупованню. Однак контрудар мети не досяг, звільнити Кишинів не вдалося. Німецько-румунські війська, відбивши контратаку, продовжили рух далі на схід і 17 липня вийшли на Дністер.
Падіння Кишинева та опанування німецько-румунськими військами північної і центральної Молдови означало кінець важливих боїв у Бессарабії. Група армій «Антонеску» була розформована. Німецька 11-та армія прийняла під своє командування численні румунські формування: 3-ю армію (Кавалерійський та Гірський корпуси) та 4-й корпус (6-та, 8-ма, 13-та та 14-та піхотні дивізії). Під командуванням румунського Генерального штабу та генерала Антонеску залишилася група «Маттенклохт» (румунська 5-та та 15-та піхотні та 1-ша танкова дивізії) та 4-та армія з 3-м корпусом (11-та та 35-та піхотні та прикордонна дивізії) та 5-й корпус (21-ша піхотна та гвардійська дивізії, 17-й піхотний полк) на першій лінії та 7-ма піхотна дивізія в другій. 3-тя піхотна дивізія та 7-ма кавалерійська бригада утворили резерв румунського Генерального штабу.

#### Відхід РСЧА з Південної Бессарабії
17 липня 17-та німецька армія, що наступала на Жмеринку, прорвалася на стику 12-ї і 18-ї армій і вийшла на оперативний простір. Введенням у бій 18-го механізованого корпусу вдалося позбавитися загрози прориву противника в глибину на стику фронтів. Того ж дня значні сили вермахту почали форсування Дністра біля Могилів-Подільського. Але, в районі Білої Церкви внаслідок прориву 1-ї танкової групи між з'єднаннями правого флангу 6-ї й 26-ї армії утворився майже нічим не прикритий розрив, куди могли поринути ворожі танкові дивізії. Їхній вихід у тил військ Південно-Західного і Південного фронтів міг створити надзвичайно важкі наслідки. 17 липня Ставка, на прохання головкому Південно-Західного напрямку, директивою № 105 дозволила відвести війська лівого флангу фронту по рубежу річки Дністер
У першу чергу командування фронту поспішало вивести з «мішка» лівофлангові дивізії, які продовжували стояти на державному кордоні (51-ша, 25-та, 150-та та 95-та стрілецькі дивізії). Приморська група до 25 липня відійшла з боями під постійним впливом противника за Дністер і зайняла оборону на східному березі річки на ділянці Дубоссари — Тирасполь. 19 липня останні бійці Дунайського десанту відпливли до Одеси кораблями Дунайської флотилії.
21 липня радянські війська полишили Бендери, напередодні підірвавши міст через Дністер, 23 липня у місто увійшли румунські війська.
Відхід і переправа радянських військ через Дністер у цілому пройшли організовано. Війська Південного фронту відступили на 100—200 км, з території Північної Буковини й Бессарабії. Вслід за Червоною армією, що відходила, просувалися румунські війська: 19 липня були зайняті Ізмаїл та Рені, 20 липня — Болград і Кагул, 22 липня — Тарутине. У складі фронту, який діяв у смузі близько 500 км, залишилося всього 16 дивізій. Його ослаблення стало наслідком не стільки бойових втрат, скільки передачі значної частини військ до складу Південно-Західного фронту.

## Наслідки
До початку німецько-румунського наступу радянські війська, що оборонялися в Молдові та на півдні України, володіли чималою перевагою в силах і засобах, зокрема в танках — абсолютну. Командування Південного фронту мало гарну можливість, спираючись на природну водну перешкоду по всій лінії зіткнення сторін, побудувати надійну систему оборони. На відміну від решти радянських фронтів, що з першого дня німецько-радянської війни вели найжорсткіші бої і відступали, південний напрямок перебував у відносно спокійному стані. Оборона військ генерала Тюленєва І. В. багато в чому залежала від перебігу подій на Південно-Західному фронті, у смузі якого наступали головні сили німецької групи армій «Південь». Втім, відверто пасивні дії противника на радянсько-румунському кордоні давали йому виключну можливість підготуватися до відбиття наступу ворога. До того ж командування Південного фронту не зуміло розкрити напрямок головного удару групи армій «Антонеску».
До того ж невдалим стало рішення Ставки створити нове фронтове управління на базі Московського військового округу. Це призвело до того, що командування фронту практично не володіло обстановкою про загальний стан справ у визначеній зоні відповідальності, і, як наслідок, це негативно відбилося на діях фронту. Недостовірні розвідувальні дані щодо визначення складу, чисельності, угруповання німецько-румунських військ та планів їх дій, нерішучість в організації та веденні боїв, передача частини сил до Південно-Західного фронту, врешті-решт зіграли негативну роль і призвели до слабкої ефективності дій військ Південного фронту в ході відбиття німецько-румунського наступу.
До 26 липня 1941 року румунські та німецькі війська практично на всіх напрямках вийшли на рубіж річки Дністер, досягши мети операції. Місцями вони навіть здолали водну перешкоду та захопили плацдарми на лівому берегу за старим радянсько-румунським кордоном. До перших чисел серпня продовжували точитися поодинокі бої в Південній Бессарабії, в районах Каушан, Заїма, Бендер тощо.
Разом з цим, основним формуванням Червоної армії вдалося уникнути охоплення й оточення, на що розраховувало командування групи армій «Антонеску». Відхід і переправа через Дністер пройшли організовано. Війська Південного фронту відійшли на 100—200 км. У складі фронту, який діяв у смузі близько 500 км, залишилося всього 16 дивізій. Його ослаблення стало наслідком не стільки бойових втрат, скільки передачі значної частини військ до складу Південно-Західного фронту. Втрати радянської сторони в операції: безповоротні — 8519 осіб, санітарні — 9374 особи, середньодобові — 688 осіб.
17 серпня Бессарабія та Північна Буковина були формально реінтегровані до складу Румунії. 21 серпня 1941 року Антонеску став третім в історії Румунії маршалом, що стало визнанням його заслуг у поверненні цих земель до румунського королівства. Його також відзначили орденами Михая Хороброго 1-го та 2-го ступеня і німецьким Лицарським хрестом Залізного хреста.